# Função booliana
Uma função booliana (AO 1945: função booliana) (lógica), que em alguns casos é um predicado ou uma proposição, é uma função do tipo {\displaystyle f:X\to B,} onde {\displaystyle X} é um conjunto arbitrário e {\displaystyle B} é um domínio booliano.
Um domínio booliano {\displaystyle B} é um conjunto genérico de 2 elementos, por exemplo, {\displaystyle B=\{0,1\},} cujos elementos sejam interpretados como valores lógicos, por exemplo, {\displaystyle 0=falso} e {\displaystyle 1=verdadeiro.}
Nas ciências formais, matemática, lógica matemática, estatística, e suas disciplinas aplicadas, uma função booliana pode também ser referenciada como uma função característica, função indicadora, predicado ou proposição. Em todos esses casos compreende-se que os vários termos se referem a um objeto matemático e não ao correspondente sinal ou expressão sintática.
Em teorias de verdades formais, um predicado de verdade é um predicado sobre as sentenças de uma linguagem formal, que formaliza o conceito intuitivo que é uma expressão normalmente quando dizemos que uma sentença é verdadeira. Um predicado de verdade pode ter muitos domínios adicionais além do domínio da linguagem formal, se tal for necessário para determinar um valor de verdade final.